# Phyllotreta zimmermanni
Phyllotreta zimmermanni là một loài bọ cánh cứng trong họ Chrysomelidae. Loài này được Crotch miêu tả khoa học năm 1873.